# Al Green
Albert Leornes Greene (sinh ngày 13 tháng 4 năm 1946 tại Arkansas), còn được biết đến dưới tên The Reverend Al Green, là ca sĩ, nhạc sĩ, nhà sản xuất thu âm người Mỹ. Ông nổi tiếng với các ca khúc nhạc soul đầu thập niên 1970 như "Take Me to the River", "Tired of Being Alone", "I'm Still in Love with You", "Love and Happiness", đặc biệt là giai điệu bất hủ "Let's Stay Together". Trong lời đề tựa tại Đại sảnh Danh vọng Rock and Roll năm 1995, Green được ca ngợi "là một trong những nghệ sĩ xuất chúng nhất của lịch sử nhạc soul". Ông cũng được coi là "ca sĩ nhạc soul vĩ đại cuối cùng còn sống". Green cũng có tên ở vị trí 65 trong danh sách "100 ca sĩ vĩ đại nhất" của tạp chí Rolling Stone.

## Danh sách đĩa nhạc
- Back Up Train (1967)
- Green Is Blues (1969)
- Al Green Gets Next to You (1971)
- Let's Stay Together (1972)
- I'm Still in Love with You (1972)
- Call Me (1973)
- Livin' for You (1973)
- Al Green Explores Your Mind (1974)
- Al Green Is Love (1975)
- Full of Fire (1976)
- Have a Good Time (1976)
- The Belle Album (1977)
- Truth n' Time (1978)
- The Lord Will Make a Way (1980)
- Higher Plane (1982)
- Precious Lord (1982)
- I'll Rise Again (1983)
- The Christmas Album (1983)
- Trust in God (1984)
- He Is the Light (1985)
- Soul Survivor (1987)
- I Get Joy (1989)
- From My Soul (1990)
- Love Is Reality (1992)
- Don't Look Back (1993)
- Your Heart's in Good Hands (1995)
- I Can't Stop (2003)
- Everything's OK (2005)
- Lay It Down (2008)